# تاديي بوغاتشار
تاديي بوغاتشار (بالسلوفينية: Tadej Pogačar) (و. 1998  م) هو راكب دراجة هوائية سلوفيني.

## سباقات أو مراحل فاز بها
| التاريخ        | السباق                                               | المركز                                                                                           |
| -------------- | ---------------------------------------------------- | ------------------------------------------------------------------------------------------------ |
| 16 سبتمبر 2016 | بطولة أوروبا للدراجات 2016 – سباق الطريق للشبان      |                                                                                                  |
| 19 فبراير 2017 | جي بي لاغونا 2017                                    | الثامن في التصنيف العام                                                                          |
| 12 مارس 2017   | إستريان سبرينغ تروفي 2017                            | الرابع في التصنيف العام                                                                          |
| 17 أبريل 2017  | جيرو ديل بلفيدير 2017                                | العاشر في التصنيف العام                                                                          |
| 02 يوليو 2017  | طواف المجر 2017                                      |                                                                                                  |
| 10 سبتمبر 2017 | 2017 Int. Raiffeisen Grand Prix Judendorf/Straßengel |                                                                                                  |
| 03 مارس 2018   | بوريك تروفي 2018                                     | الرابع في التصنيف العام                                                                          |
| 11 مارس 2018   | إستريان سبرينغ تروفي 2018                            | الثالث في التصنيف العام                                                                          |
| 03 أبريل 2018  | 2018 Gran Premio Palio del Recioto                   |                                                                                                  |
| 22 أبريل 2018  | طواف كرواتيا 2018                                    | الثالث في تصنيف أفضل شاب                                                                         |
| 03 يونيو 2018  | 2018 Peace Race U23                                  |                                                                                                  |
| 17 يونيو 2018  | طواف سلوفينيا 2018                                   | الأول في تصنيف أفضل شاب، العاشر في تصنيف النقاط، الرابع في التصنيف العام                         |
| 26 أغسطس 2018  | تور دي أفينير 2018                                   | الأول في التصنيف العام، العاشر في تصنيف النقاط، الثاني في تصنيف الجبال                           |
| 24 فبراير 2019 | فولتا الغارف 2019                                    | الأول في التصنيف العام، الأول في تصنيف أفضل شاب، الثالث في تصنيف الجبال، السادس في تصنيف النقاط  |
| 13 أبريل 2019  | طواف إقليم الباسك 2019                               | الأول في تصنيف أفضل شاب، الرابع في تصنيف النقاط، السادس في التصنيف العام، السادس في تصنيف الجبال |
| 18 مايو 2019   | طواف كاليفورنيا 2019                                 | الأول في التصنيف العام، الأول في تصنيف أفضل شاب، الخامس في تصنيف الجبال، الخامس في تصنيف النقاط  |
| 23 يونيو 2019  | طواف سلوفينيا 2019                                   | الأول في تصنيف أفضل شاب، الرابع في التصنيف العام، الرابع في تصنيف الجبال، السادس في تصنيف النقاط |
| 15 سبتمبر 2019 | طواف إسبانيا 2019                                    | الأول في تصنيف أفضل شاب، الثاني في تصنيف النقاط، الثالث في التصنيف العام، الرابع في تصنيف الجبال |
| 09 فبراير 2020 | فولتا فالنسيا 2020                                   | الأول في التصنيف العام، الأول في تصنيف أفضل شاب، الثاني في تصنيف الجبال، الثالث في تصنيف النقاط  |
| 27 فبراير 2020 | طواف الإمارات 2020                                   | الأول في تصنيف أفضل شاب، الثاني في التصنيف العام، الثالث في تصنيف النقاط                         |
| 20 سبتمبر 2020 | طواف فرنسا 2020                                      | الأول في التصنيف العام، الأول في تصنيف أفضل شاب، الأول في تصنيف الجبال، الثامن في تصنيف النقاط   |
| 01 يناير 2021  | طواف أوروبا للدراجات 2021                            |                                                                                                  |
| 27 فبراير 2021 | طواف الإمارات 2021                                   | الأول في التصنيف العام، الأول في تصنيف أفضل شاب، الثالث في تصنيف النقاط                          |
| 16 مارس 2021   | تيرينو ادرياتيكو 2021                                | الأول في التصنيف العام، الأول في تصنيف أفضل شاب، الأول في تصنيف الجبال، الثاني في تصنيف النقاط   |
| 25 أبريل 2021  | لييج-باستون-لييج 2021                                | الأول في التصنيف العام                                                                           |
| 13 يونيو 2021  | طواف سلوفينيا 2021                                   | الأول في التصنيف العام، الأول في تصنيف الجبال، الرابع في تصنيف النقاط                            |
| 17 يونيو 2021  | سباق الطريق ضد الساعة للرجال في بطولة سلوفينيا 2021  |                                                                                                  |
| 18 يوليو 2021  | طواف فرنسا 2021                                      | الأول في التصنيف العام، الأول في تصنيف أفضل شاب، الأول في تصنيف الجبال، الثامن في تصنيف النقاط   |
| 09 أكتوبر 2021 | جيرو دي لومبارديا 2021                               | الأول في التصنيف العام                                                                           |
| 01 يناير 2022  | طواف أوروبا للدراجات 2022                            |                                                                                                  |
| 26 فبراير 2022 | طواف الإمارات 2022                                   | الأول في التصنيف العام، الأول في تصنيف أفضل شاب، الثالث في تصنيف النقاط                          |
| 05 مارس 2022   | ستراد بينك 2022                                      | الأول في التصنيف العام                                                                           |
| 13 مارس 2022   | تيرينو أدرياتيكو 2022                                | الأول في التصنيف العام، الأول في تصنيف أفضل شاب، الأول في تصنيف النقاط، الثاني في تصنيف الجبال   |
| 19 يونيو 2022  | طواف سلوفينيا 2022                                   | الأول في التصنيف العام، الأول في تصنيف النقاط، الثاني في تصنيف الجبال                            |
| 24 يوليو 2022  | طواف فرنسا 2022                                      | الأول في تصنيف أفضل شاب، الثاني في التصنيف العام، الثالث في تصنيف النقاط، الرابع في تصنيف الجبال |
| 11 سبتمبر 2022 | جائزة مونتريال الكبرى للدراجات 2022                  | الأول في التصنيف العام                                                                           |
| 04 أكتوبر 2022 | طواف فيرزين 2022                                     | الأول في التصنيف العام                                                                           |
| 08 أكتوبر 2022 | طواف لومبارديا 2022                                  | الأول في التصنيف العام                                                                           |
| 01 يناير 2023  | طواف أوروبا للدراجات 2023                            |                                                                                                  |
| 13 فبراير 2023 | كلاسيكا جيان بارايسو إنتيريور 2023                   | الأول في التصنيف العام                                                                           |
| 19 فبراير 2023 | طواف أندلوسيا 2023                                   | الأول في التصنيف العام، الأول في تصنيف النقاط، الرابع في تصنيف الجبال                            |
| 12 مارس 2023   | باريس-نيس 2023                                       | الأول في التصنيف العام، الأول في تصنيف أفضل شاب، الأول في تصنيف النقاط، الثاني في تصنيف الجبال   |
| 02 أبريل 2023  | طواف فلاندرز 2023                                    | الأول في التصنيف العام                                                                           |
| 16 أبريل 2023  | سباق أمستل الذهبي 2023                               | الأول في التصنيف العام                                                                           |
| 19 أبريل 2023  | لا فليش والون 2023                                   | الأول في التصنيف العام                                                                           |
| 22 يونيو 2023  | سباق الزمن على الطريق للرجال في بطولة سلوفينيا 2023  |                                                                                                  |
| 25 يونيو 2023  | سباق الطريق للرجال في بطولة سلوفينيا 2023            |                                                                                                  |
| 23 يوليو 2023  | طواف فرنسا 2023                                      | الأول في تصنيف أفضل شاب، الثاني في التصنيف العام، الرابع في تصنيف النقاط، الخامس في تصنيف الجبال |
| 07 أكتوبر 2023 | طواف لومبارديا 2023                                  | الأول في التصنيف العام                                                                           |
| 01 يناير 2024  | طواف أوروبا للدراجات 2024                            |                                                                                                  |
| 02 مارس 2024   | ستراد بينك 2024                                      | الأول في التصنيف العام                                                                           |
| 24 مارس 2024   | فولتا كاتالونيا 2024                                 | الأول في التصنيف العام، الأول في تصنيف الجبال، الأول في تصنيف النقاط                             |
| 21 أبريل 2024  | لييج-باستون-لييج 2024                                | الأول في التصنيف العام                                                                           |
| 26 مايو 2024   | طواف إيطاليا 2024                                    | الأول في التصنيف العام، الأول في تصنيف الجبال، الخامس في تصنيف النقاط                            |
| 21 يوليو 2024  | طواف فرنسا 2024                                      | الأول في التصنيف العام، الثاني في تصنيف الجبال، الرابع في تصنيف النقاط                           |
| 15 سبتمبر 2024 | جائزة مونتريال الكبرى للدراجات 2024                  | الأول في التصنيف العام                                                                           |
| 29 سبتمبر 2024 | سباق الطريق في بطولة العالم 2024                     | الأول في التصنيف العام                                                                           |
| 05 أكتوبر 2024 | طواف إيميليا 2024                                    | الأول في التصنيف العام                                                                           |
| 12 أكتوبر 2024 | طواف لومبارديا 2024                                  | الأول في التصنيف العام                                                                           |
| 23 فبراير 2025 | طواف الإمارات 2025                                   | الأول في التصنيف العام، الثاني في تصنيف النقاط                                                   |
| 08 مارس 2025   | ستراد بينك 2025                                      | الأول في التصنيف العام                                                                           |
| 06 أبريل 2025  | طواف فلاندرز 2025                                    | الأول في التصنيف العام                                                                           |
| 23 أبريل 2025  | لا فليش والون 2025                                   | الأول في التصنيف العام                                                                           |
| 27 أبريل 2025  | لييج-باستون-لييج 2025                                | الأول في التصنيف العام                                                                           |
| 15 يونيو 2025  | سباق دوفين للدراجات 2025                             | الأول في التصنيف العام، الأول في تصنيف النقاط، الثاني في تصنيف الجبال                            |
| 27 يوليو 2025  | طواف فرنسا 2025                                      | الأول في التصنيف العام، الأول في تصنيف الجبال، الثاني في تصنيف النقاط                            |

## روابط خارجية
- هذه المقالة غير مرتبط بويكي بيانات